# Banyuls-sur-Mer
Banyuls-sur-Mer település Franciaországban, Pyrénées-Orientales megyében. Lakosainak száma 4583 fő (2022. január 1.). Banyuls-sur-Mer Colera, Portbou, Espolla, Rabós, Cerbère, Argelès-sur-Mer, Port-Vendres és Collioure községekkel határos.

## Földrajz

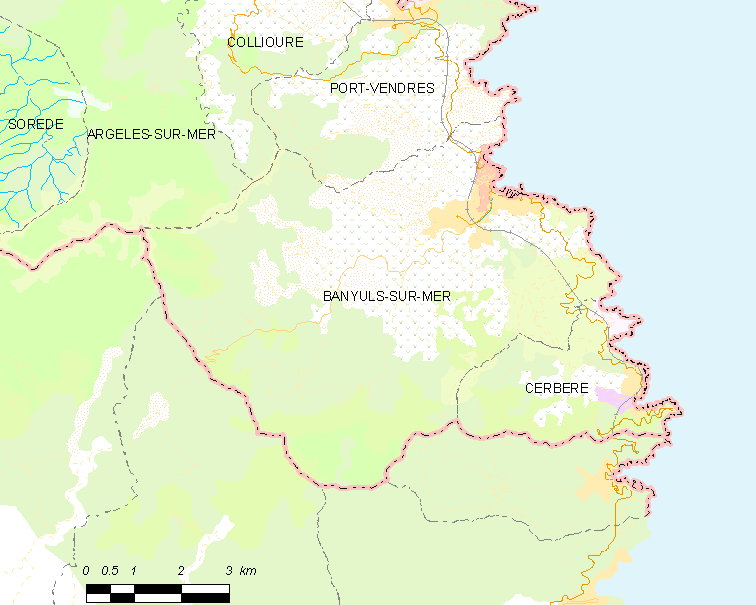
Banyuls-sur-Mer térkép

## Népesség
A település népességének változása:
| Lakosok száma | 4681 | 4771 | 4843 | 4761 | 4752 | 4738 | 4761 | 4671 | 4583 |
|               | 2013 | 2015 | 2016 | 2017 | 2018 | 2019 | 2020 | 2021 | 2022 |